# Ermida de Nossa Senhora do Desterro (Angra do Heroísmo)
A Ermida de Nossa Senhora do Desterro localiza-se na freguesia de Nossa Senhora da Conceição (Angra do Heroísmo), município de Angra do Heroísmo, na ilha Terceira, nos Açores.

## História
Este templo já existia em fins do século XVI. A ele se refere Francisco Ferreira Drummond, para o ano de 1660:
"Conta o nosso Maldonado, se reedificou a ermida de Nossa Senhora do Desterro, que antigamente fora criada com o título de Mosteiro de Freiras da Ordem de São Bernardo, por Sebastião Moniz, "O velho" (...)."
E acrescenta:
"Aqui sucedeu em 1564, o caso de D. Faustina, chamada depois D. Infaustína, donde a tirou a furto Hironino Fernandes do Cea Pisão, senhor daquele bairro, que dele tirou o nome. Acerca do qual fez D. Joana da Silva mãe da dita D. Infausta viesse do reino uma alçada alegando houvera violação da clausura, sobre o que sucederam muitas renhidas pendências (...)" (vol. II, 141).
A este episódio se refere com desenvolvimento o falecido escritor terceirense Dr. Henrique Braz, no seu estudo "Ruas da Cidade de Angra", publicado no vol. IV do "Boletim do Instituto Histórico da Ilha Terceira" (p. 95 e segs.).
Em fins do século XIX estava muito arrumada, pois de acordo com Alfredo da Silva Sampaio poucos anos antes de 1904, sofrera novos e importantes reparos, ficando desde então, segundo ele, um templo moderno e elegante.

## Características
Além de um pequeno altar-mor, esta ermida possui uma capela com a imagem do Senhor Bom Jesus do Bom Fim, e uma outra com a Imagem de Nossa Senhora da Boa Hora, e um púlpito.